# Eidmannella pachona
Eidmannella pachona là một loài nhện trong họ Nesticidae.
Loài này thuộc chi Eidmannella. Eidmannella pachona được Willis J. Gertsch miêu tả năm 1984.